# Pufujia
Pufujia is een kevergeslacht uit de familie van de boktorren (Cerambycidae). De wetenschappelijke naam van het geslacht werd voor het eerst geldig gepubliceerd in 1995 door Holzschuh.

## Soorten
Pufujia is monotypisch en omvat slechts de volgende soort:
- Pufujia luteosignata (Pu, 1991)